# محمدباقر علی الحسینی
محمدباقر علی الحسینی (عربی: محمد باقر علي الحسيني؛ زادهٔ ۸ دسامبر ۲۰۰۲) بازیکن فوتبال اهل لبنان است.
وی همچنین در تیم‌های ملی فوتبال زیر ۲۳ سال و بزرگسالان لبنان بازی کرده‌است.